# Oxandrolona
Oxandrolona é um fármaco criado por Raphael Pappo enquanto trabalhava para os Laboratórios Searle (hoje Pfizer) sob a marca registrada Anavar. Foi introduzida nos EUA em 1964. É administrado oralmente e seus efeitos são devidos à ligação ao receptor de testosterona. O receptor de testosterona induz ações em nível celular de diversas maneiras, com ações anabolizantes, androgênicas e outras.

## Dosagens usuais
A oxandrolona é prescrita por meio de receituário de controle especial no Brasil, indicada primariamente para síndromes catabólicos (ver catabolismo), pacientes acamados por várias semanas e queimaduras, restaurando assim os tecidos musculares. Também é utilizada em musculação sem a devida indicação médica.
A dosagem é entre 2,5 mg e 30 mg divididas em 2 a 4 tomadas ao dia por um período aproximado de até 4 semanas para adultos.

## Possíveis efeitos colaterais
1. Diminuição do HDL (colesterol bom)
2. Aumento do LDL (colesterol ruim)
3. Crescimento de pelos e engrossamento da voz (Mais propenso em mulheres)
4. Ereções frequentes e prolongadas ao longo do dia em dose altas